# 梁林
梁林（1929年5月—2024年8月25日），女，云南建水人，中华人民共和国政治人物，曾任中共云南省委秘书长，云南省政协副主席。